# Trupanea prolata
Trupanea prolata är en tvåvingeart som beskrevs av Hardy och Drew 1996. Trupanea prolata ingår i släktet Trupanea och familjen borrflugor. Inga underarter finns listade i Catalogue of Life.